# Victor Igbekoyi
Victor Kayode Igbekoyi (Ondo City, 1º settembre 1986) è un ex calciatore nigeriano, di ruolo centrocampista.

## Carriera
Ha collezionato quasi 200 presenze nella massima serie azera con varie squadre.